# Prairie Lakes
Prairie Lakes es un municipio rural canadiense situado en la provincia de Manitoba.

## Superficie
Prairie Lakes tiene una superficie de 1070,95 km².

## Demografía
En 2021, tenía 1625 habitantes, una densidad poblacional de 1,5 hab./km², y 1183 viviendas.